# Liste der Kulturdenkmäler in Mayen
In der Liste der Kulturdenkmäler in Mayen sind alle Kulturdenkmäler der rheinland-pfälzischen Stadt Mayen einschließlich der Stadtteile Alzheim, Betzing, Hausen, Kürrenberg und Nitztal aufgeführt. Grundlage ist die Denkmalliste des Landes Rheinland-Pfalz (Stand: 27. Oktober 2023).

## Mayen

### Denkmalzonen
| Bezeichnung                             | Lage                                                         | Baujahr    | Beschreibung | Bild                           |
| --------------------------------------- | ------------------------------------------------------------ | ---------- | --- | ------------------------------ |
| Denkmalzone Bachstraße                  | Bachstraße 23–34 (alle Nummern) Lage                         | um 1910/20 | Siedlungsbau; Giebelrisalite, in der Mitte Mittelrisalit mit Walm, die zwei Seitenrisalite mit Krüppelwalmdach, um 1910/20 | Fotos hochladen                |
| Denkmalzone Jüdischer Friedhof          | Waldstraße Lage                                              | 1847       | 1847 eröffnet, 203 Grabsteine, zum Teil nur Sockel erhalten, 1860 bis 1942 | weitere Bilder Fotos hochladen |
| Denkmalzone Katholische Kirche St. Veit | St.-Veit-Straße 25 Lage                                      | 1953–55    | Saalbau, 1953–55, Architekt Dominikus Böhm, Köln; in der Westwand spätgotisch inspirierte Fensterrosette; Campanile; durch Zwischentrakt verbunden St.-Veit-Kapelle, barocker Saalbau, 1718; Park, 1930 angelegt, mit Kreuzwegstationen (1938); Brunnen (1909/14); Kriegerdenkmal 1870/71, Obelisk; bauliche Gesamtanlage | Fotos hochladen                |
| Denkmalzone Ostbahnhofstraße 30–42      | Ostbahnhofstraße 30–42 (gerade Nummern) Lage                 | 1921       | neubarocke Siedlungsbauten unter Mansardwalmdächern, zu zwei Zeilen zusammengezogen, bezeichnet 1921; Nr. 30/32 mit triumphbogenartigem Torbau | BW                             |
| Denkmalzone Ostbahnhofstraße 33–45      | Ostbahnhofstraße 33–45 (ungerade Nummern) Lage               | um 1900    | einheitliche späthistoristische Häuserzeile mit Tuffquaderfassaden und Basaltgliederungen; variierte Giebelrisalite und Zwerchgiebel bis auf Nr. 43 und 45; der Kopfbau Nr. 33 Gasthof mit anspruchsvoller neugotischer Fassade, bezeichnet 1903 | BW                             |
| Denkmalzone St.-Elisabeth-Krankenhaus   | Siegfriedstraße 18, 20 Lage                                  | 1906–09    | ehemals Städtisches Krankenhaus; neubarocker schlossartiger Tuffquaderbau unter Mansardwalmdach mit rückwärtigen Seitenflügeln, 1906–09, in den 1950er Jahren umgebaut; vorgelagert Chefarztvilla von 1910 (Nr. 18), Tuffstein | BW                             |
| Denkmalzone Stadtbefestigung            | Boemundring, Habsburgring, Veitsstraße, Wasserpförtchen Lage | nach 1291  | Baubeginn wohl bald nach 1291 (Stadterhebung), 1329 als vollendet bezeichnet, die unteren Geschosse des „Wittbender“- und „Obertors“, des „Mühlen“-, „Vogels“- und „Pützhausturms“ wohl unter Erzbischof Balduin, Erhöhung der Türme und Aufstockung der Mauer im 15. und 16. Jahrhundert, bis 1944 fast vollständig erhalten; kreisrunder Bering mit ursprünglich vier Toren und 16 Wehrtürmen; von der Mauer erhalten größere Strecken am Boemund- und Habsburgring, in der Nähe des Wasserpförtchens und der Veitsstraße, im Norden entlang der Nette als Vollmauer; neben der Herz-Jesu-Kirche und Burg großer Bereich bezeichnet 1916 (rekonstruiert); fünfgeschossiges „Obertor“, Anfang des 14. Jahrhunderts, Ausbau im 15. Jahrhundert; „Wittbendertor“ 1390 erwähnt, 1944 zerstört, angrenzende Mauerreste; Mauerstraße: Reste der Stadtmauer, Schalenturm; „Mühlenturm“ im Nordwesten und angrenzende Mauerreste; Brückentor: Brücke und vorgelagerter Stadtgraben, Anfang des 14. Jahrhunderts, Wiederaufbau mit Treppenturm bezeichnet 1599; Mauer „Am Wasserpförtchen“ hinter der Steinmetzschule, zwei Bauphasen; „Vogelturm“ im Nordosten: mittelalterlicher Rundturm, Anfang des 14. Jahrhunderts, mit der Stadtmauer im 16. Jahrhundert erhöht | weitere Bilder Fotos hochladen |
| Denkmalzone Grubenfeld Mayen            | nordöstlich der Stadt (Layerhof) Lage                        |            | Basaltabbau unter und über Tage; bereits in vor- und frühgeschichtlicher und in römischer Zeit durch Funde belegt; nach dem Zweiten Weltkrieg aufgegeben, Produktionsgebäude weitgehend erhalten | weitere Bilder Fotos hochladen |

### Einzeldenkmäler
| Bezeichnung                       | Lage                                                          | Baujahr                            | Beschreibung | Bild                           |
| --------------------------------- | ------------------------------------------------------------- | ---------------------------------- | --- | ------------------------------ |
| Bahnhof Mayen West                | Alkenstraße 31 Lage                                           | um 1900                            | Krüppelwalmdachbau mit eingeschossigen Anbauten, um 1900 | Fotos hochladen                |
| Wohnhaus                          | Alleestraße 4 Lage                                            | um 1900                            | Rustikabau, im Obergeschoss Betonung der Mitte durch Pilaster und Dreiecksgiebel über dem Mittelfenster, um 1900 | BW                             |
| Wohnhaus                          | Alleestraße 6/6a Lage                                         | um 1910/20                         | Tuffquaderbau auf Basaltsockel, um 1910/20 | Fotos hochladen                |
| Wohnhaus                          | Alleestraße 14 Lage                                           | 1887                               | spätklassizistischer Basaltquaderbau, bezeichnet 1887 | Fotos hochladen                |
| Grabkreuz                         | Am Layerhof Lage                                              | 1814                               | Grabkreuz, bezeichnet 1814 | BW                             |
| Wasserturm                        | Am Wasserturm Lage                                            |                                    | spitz zulaufender Turm, zum Bahnhof Mayen-Ost gehörend | Fotos hochladen                |
| Schulhaus                         | Bachstraße 22 Lage                                            | 1899                               | heute Clemens-Schule; Putzbau, Giebelrisalit, 1899 | Fotos hochladen                |
| Dreiser Haus                      | Boemundring 6 Lage                                            | 1833                               | Basaltbruchsteinbau, Krüppelwalmdach, bezeichnet 1833 | Fotos hochladen                |
| Wohnhaus                          | Brückenstraße 6 Lage                                          | 17. Jahrhundert                    | dreigeschossiges Fachwerkhaus, teilweise massiv, 17. Jahrhundert, Dach und rechte Haushälfte aus dem 19. Jahrhundert | Fotos hochladen                |
| Katholische Pfarrkirche Herz-Jesu | Burgfrieden Lage                                              | 1911/12                            | neuromanische Säulenbasilika mit Vierungsturm und Doppelturmfassade, 1911/12, Architekt Caspar Clemens Pickel, Düsseldorf | weitere Bilder Fotos hochladen |
| Genovevaburg                      | Burgfrieden, Marktplatz Lage                                  | 1280                               | ehemalige Kurfürstliche Burg; Baubeginn 1280, 1311 größere Teile vollendet, 1689 zerstört, barocker Wiederaufbau und schlossartige Erweiterung 1701–11, Baumeister Philipp Honorius Ravensteyn; mittelalterliche Anlage eines unregelmäßigen Vierecks, zwei Eck-Rundtürme, Bergfried (sogenannter Goloturm); ehemalige Kurfürstliche Burg, Wohngebäude um den Hof, 1893; Marstall, 1709/10 sowie Torbogen der Unterburg; Brücke über den Halsgraben (1944 zerstört und wieder aufgebaut); im Felsen Bunker; im kleinen Burghof Wegekreuz, 1653; Wegekreuz, 1726; Wegweiserstein, erste Hälfte des 19. Jahrhunderts; Burggärten, im Museumspark 26 Wegekreuze, 16. bis 19. Jahrhundert; Gesamtanlage mit Burgberg | weitere Bilder Fotos hochladen |
| Eisenbahnviadukt                  | Bürresheimer Straße Lage                                      | vor 1904                           | Eisenbahnviadukt; sechsbogig, Basaltpfeiler, 1895 oder vor 1904, nach Bombenangriffen 1945/48 wieder aufgebaut | Fotos hochladen                |
| Wohnhaus                          | Gartenstraße 30 Lage                                          | 1910                               | Jugendstilwohnhaus, bezeichnet 1910 | Fotos hochladen                |
| Villa                             | Gerberstraße 14 Lage                                          | um 1920                            | Mansarddach-Villa, um 1920 | Fotos hochladen                |
| Kriegerdenkmal                    | Habsburgring Lage                                             |                                    | Kriegerdenkmal, Anlage mit Muschelnische und Block mit Soldatenkopf | Fotos hochladen                |
| Schulhaus                         | Habsburgring 2 Lage                                           | 1907                               | ehemalige Knabenschule, heute Clemens-Schule; lisenengegliederter Putzbau, 1907 | Fotos hochladen                |
| Wohn- und Geschäftshaus           | Habsburgring 112 Lage                                         | 1900/10                            | neubarocker Tuffsteinbau, 1900/10 | Fotos hochladen                |
| Nische                            | Habsburgring, Ecke Im Möhren Lage                             | 1888                               | neugotische Nische, 1888 | BW                             |
| Heilig-Geist-Kapelle              | Hospitalgasse, Ecke Stehbach Lage                             | 1757                               | heute als Gedenkstätte genutzt; barocker Saalbau, Krüppelwalmdach, bezeichnet 1757 | Fotos hochladen                |
| Jüdische Schule                   | Im Hombrich 11 Lage                                           | 1869                               | ehemalige Jüdische Schule; dreigeschossiger Putzbau, 1869 | Fotos hochladen                |
| Tor                               | Im Keutel, an Nr. 31 Lage                                     | 1777                               | Tor, 1777 | Fotos hochladen                |
| Wohnhaus                          | Im Keutel 37 Lage                                             | 1655                               | dreigeschossiges Fachwerkhaus, teilweise massiv, bezeichnet 1655 | Fotos hochladen                |
| Villa                             | Im Möhren 8 Lage                                              | 1902                               | späthistoristische Villa, bezeichnet 1902 | Fotos hochladen                |
| Wohnhaus                          | Im Möhren 18 Lage                                             | 1905                               | spätgründerzeitlicher Basalt- und Tuffquaderbau, Mischformen aus Neugotik und Neurenaissance, bezeichnet 1905 | Fotos hochladen                |
| Wohnhaus                          | Im Möhren 25 Lage                                             | 1905                               | neugotisches Backsteinwohnhaus, Basaltgliederung, bezeichnet 1905 | Fotos hochladen                |
| Fiale                             | Im Trinnel, an Nr. 9/11 Lage                                  | zweite Hälfte des 19. Jahrhunderts | neugotische Fiale, Skulptur der heiligen Barbara | Fotos hochladen                |
| Kriegerdenkmal und Grabmäler      | Katzenberger Weg, auf dem Friedhof Lage                       | erste Hälfte des 20. Jahrhunderts  | Kriegerdenkmal mit Kreuz; Grabmal Kohlhaas, Art déco, 1920er Jahre; Grabmal Familie Kirsch; Grabsteine Grennebach, jugendstilartig, 1907; Grabstätte Hillesheim, um 1910/20; Grabstätte Keuser, um 1920/30; Grabstätte Münzel, klassizierender Empiretempel, um 1930 | BW                             |
| Wegekreuz                         | Katzenberger Weg Lage                                         | 1834                               | Wegekreuz, 1834 | BW                             |
| Verbandsgemeindeverwaltung        | Kelberger Straße 26 Lage                                      | 1890                               | kreuzquadratischer Bau, Treppengiebel, bezeichnet 1890 | Fotos hochladen                |
| Katholische Kirche St. Clemens    | Kirchplatz Lage                                               | ab dem 12. Jahrhundert             | ehemalige Augustinerklosterkirche St. Maria; Südturm, 12. Jahrhundert; dreischiffige spätgotische Halle, Doppelturmfassade, Baubeginn 1326, im Wesentlichen von 1360 bis 1435, Vollendung im 15. Jahrhundert, 1944/45 zerstört, Wiederaufbau bis 1953, Architekten Willy Weyres, Köln, und Otto Vogel, Trier; außen: Schmerzensmann, 19. Jahrhundert | weitere Bilder Fotos hochladen |
| Pfarrhaus                         | Kirchplatz 11 Lage                                            | 20. Jahrhundert                    | Pfarrhaus der St. Clemens-Kirche; Basaltbruchsteinbau, wohl aus dem 20. Jahrhundert, Segmentbogenfenster bezeichnet 1847; Grabplatte, bezeichnet 1756 | BW                             |
| Relief                            | Koblenzer Straße, an Nr. 57a Lage                             | 1938                               | Relief, 1938, von Carl Burger | Fotos hochladen                |
| Annen-Kapelle                     | Koblenzer Straße, Ecke Ettringer Weg Lage                     | 1783                               | Annen-Kapelle, bezeichnet 1783; Anna-Selbdritt-Gruppe (Kopie), um 1500 | weitere Bilder Fotos hochladen |
| Marktbrunnen                      | Marktplatz Lage                                               | 1812                               | klassizistischer Brunnen, 1812, Pylon 1938 | Fotos hochladen                |
| Altes Rathaus                     | Marktplatz 1, Rathausgasse 1 Lage                             | 1717                               | Mansardwalmdachbau mit Uhrturm, bezeichnet 1717, Erweiterung 1826 | Fotos hochladen                |
| Kaufhaus                          | Marktplatz 3 Lage                                             |                                    | dreigeschossiger historistischer Bau, Renaissance-Erker | Fotos hochladen                |
| Wohn- und Geschäftshaus           | Marktplatz 6 Lage                                             | 1900/10 oder 1950er Jahre          | Tuffquaderbau, Mansardwalmdach, 1900/10 oder 1950er Jahre | Fotos hochladen                |
| Reliefs                           | Marktplatz, an Nr. 30 Lage                                    | 1930er Jahre                       | zwei Reliefs, 1930er Jahre | Fotos hochladen                |
| Wohnhaus                          | Marktplatz 40 Lage                                            | um 1900                            | dreigeschossiges Backsteinwohnhaus, um 1900 | Fotos hochladen                |
| Godalminghaus                     | Marktplatz 55 Lage                                            | 19. Jahrhundert                    | dreigeschossiger Bruchsteinbau, 19. Jahrhundert | Fotos hochladen                |
| Tür                               | Mühlenweg, an Nr. 7 Lage                                      | 1696                               | Tür, bezeichnet 1696 | BW                             |
| Wohnhaus                          | Ostbahnhofstraße 20 Lage                                      | zweite Hälfte des 19. Jahrhunderts | dreieinhalbgeschossiger Backsteinbau, Neurenaissance | BW                             |
| Wohnhaus                          | Polcher Straße 42 Lage                                        | zweite Hälfte des 19. Jahrhunderts | neugotischer Putzbau | BW                             |
| Wohnhaus                          | Rosengasse 13/15 Lage                                         | 17. oder 18. Jahrhundert           | dreigeschossiges Fachwerkhaus, teilweise massiv, Krüppelwalmdach, wohl aus dem 17., eventuell auch aus dem 18. Jahrhundert | Fotos hochladen                |
| Förderschule                      | St.-Veit-Straße 3 Lage                                        | 1868                               | ehemaliges Gymnasium; dreigeschossiger Putzbau, bezeichnet 1868, Erweiterung bezeichnet 1908 | BW                             |
| Wohnhaus                          | St.-Veit-Straße 8 Lage                                        | um 1900/10                         | Wohnhaus, Jugendstil, um 1900/10 | BW                             |
| Alte Postschule                   | St.-Veit-Straße 12 Lage                                       | 1886                               | neugotischer Quaderbau, 1886 | BW                             |
| Post                              | St.-Veit-Straße 14 Lage                                       | 1952                               | zweiflügeliger Walmdachbau, Arkaden, 1952 | BW                             |
| Wohnhaus                          | St.-Veit-Straße 15 Lage                                       | um 1905/10                         | Wohnhaus, Jugendstil, um 1905/10 | BW                             |
| Wohnhaus                          | St.-Veit-Straße 15a Lage                                      | 1901                               | Putzbau, Eckstanderker, teilweise Fachwerk, bezeichnet 1901 | BW                             |
| Wohnhaus                          | St.-Veit-Straße 17 Lage                                       | 1902                               | Putzbau, bezeichnet 1902 | BW                             |
| Villa                             | St.-Veit-Straße 23 Lage                                       | um 1910                            | Villa, um 1910 | BW                             |
| Fachhochschule                    | St.-Veit-Straße 26 Lage                                       | 1891                               | ehemaliges Landratsamt; Tuffquaderbau, Neurenaissance, Treppenturm, Walmdach, 1891 | Fotos hochladen                |
| Wohnhaus                          | St.-Veit-Straße 28/30 Lage                                    | zweite Hälfte des 19. Jahrhunderts | neubarockes Doppelwohnhaus | BW                             |
| Amtsgericht                       | St.-Veit-Straße 38 Lage                                       | 1908–10                            | dreigeschossiger Putzbau, Neurenaissance, 1908–10 | Fotos hochladen                |
| Wohnhaus                          | St.-Veit-Straße 42 Lage                                       | um 1905/10                         | neubarocker Tuffsteinbau, um 1905/10 | BW                             |
| Gefängnis                         | Stehbach 31 Lage                                              | Mitte des 19. Jahrhunderts         | viergeschossiger spätklassizistischer Bau, Mitte des 19. Jahrhunderts; die unteren Quaderstein-Geschosse älter, die oberen Putzgeschosse von 1907 oder 1920 | Fotos hochladen                |
| Wohnhaus                          | Töpferstraße 30 Lage                                          | um 1900                            | späthistoristisches Backsteineckhaus, Neurenaissancemotive, um 1900 | weitere Bilder Fotos hochladen |
| Matthiaskapelle                   | Trierer Weg Lage                                              | 1687                               | auch Trierer Heiligenhäuschen; Putzbau mit Muschelnische, bezeichnet 1687; vier Skulpturen | BW                             |
| Steinmetzfachschule               | Wasserpförtchen ohne Nummer Lage                              | 1922                               | ehemalige Steinmetzfachschule, gegründet 1922; jetzt Förderschule | Fotos hochladen                |
| Gasthaus                          | Westbahnhofstraße 5 Lage                                      | 1904                               | Gasthaus; Basaltquaderbau, teilweise verputzt, bezeichnet 1904 | BW                             |
| Kloster Helgoland                 | nordwestlich der Stadt (Bürresheimer Straße ohne Nummer) Lage |                                    | in die Klostergebäude integrierte Kapelle; Grotte; Gesamtanlage | Fotos hochladen                |
| Kapelle                           | südlich der Stadt am Kirchershof Lage                         | 1862                               | Kapelle, Basalt, 1862; Bildstock, 18. Jahrhundert | Fotos hochladen                |
| Brücke                            | südlich der Stadt am Kirchershof Lage                         | 19. Jahrhundert                    | Brücke, 19. Jahrhundert (?) | BW                             |
| Bernardshof                       | südöstlich der Stadt Lage                                     | 1928                               | dreigeschossige hufeisenförmige Anlage; Mansarddachbau, bezeichnet 1928, Architekten A. und H. Thoma, Andernach; Gesamtanlage | BW                             |
| Wegekreuz                         | südwestlich der Stadt bei den Conder Höfen Lage               |                                    | Wegekreuzfragment | BW                             |
| Geisbüschhof                      | südwestlich der Stadt Lage                                    | 18. Jahrhundert                    | Gebäudegeviert um großen Rechteckhof; Reste zweier Rundtürme der Vorburg; spätgotisches Torhaus; Putzbau mit Tor, Innenseite Fachwerk; barockes Fachwerkhaus, teilweise massiv, 18. Jahrhundert; ein Nebengebäude mit spätgotischem Eselsrücken (zweitverwendet), bezeichnet 1672; barocke Kapelle; Wegekreuz, bezeichnet 1841; Gesamtanlage | BW                             |
| Geisheckerhof                     | südwestlich der Stadt Lage                                    | 19. Jahrhundert                    | Hofanlage, 19. Jahrhundert; Krüppelwalmdachbau, Kapelle, Basaltbruchstein | BW                             |

### Ehemalige Kulturdenkmäler
| Bezeichnung | Lage                     | Baujahr | Beschreibung                                                                                 | Bild |
| ----------- | ------------------------ | ------- | -------------------------------------------------------------------------------------------- | ---- |
| Villa       | Kelberger Straße 37 Lage | 1910    | eingeschossige Mansarddachvilla, Heimatstil, 1910; Gesamtanlage mit Garten; 2015 abgebrochen | BW   |

## Alzheim-Allenz

### Einzeldenkmäler
| Bezeichnung                   | Lage                                     | Baujahr | Beschreibung                                                                                | Bild                                    |
| ----------------------------- | ---------------------------------------- | ------- | ------------------------------------------------------------------------------------------- | --------------------------------------- |
| Katholische Kirche St. Martin | An der Kirche Lage                       | 1912    | dreischiffige neuromanische Basilika, Jugendstilelemente, 1912, Architekt Peter Marx, Trier | BW                                      |
| Wegekapelle                   | An der Teichwiese, vor Nr. 15 Lage       |         | Wegekapelle, neugotische Gipsmadonna                                                        | Fotos hochladen                         |
| Wegekreuz                     | An der Teichwiese, Ecke Kurze Kunde Lage | 1759    | Wegekreuz, bezeichnet 1759                                                                  | BW                                      |
| Wegekreuz                     | Geringer Straße, bei Nr. 5 Lage          | 1845    | Wegekreuz, Nischentyp, bezeichnet 1845                                                      | BW                                      |
| Alte Kirche                   | Geringer Straße, Ecke Ackerstraße Lage   | 1810    | ehemalige Pfarrkirche; Saalbau, 1810                                                        | BW                                      |
| Wegekreuz                     | Geringer Straße, Ecke Hohlstraße Lage    | 1735    | Wegekreuz, bezeichnet 1735, reliefierte Nische, bezeichnet 1629                             | BW                                      |
| Grabkreuz                     | östlich des Ortes                        | 1823    | Grabkreuz, bezeichnet 1823                                                                  | Direkt Bild zu diesem Denkmal hochladen |
| Wegekreuz                     | östlich des Ortes                        | 1772    | Wegekreuz, bezeichnet 1772                                                                  | Direkt Bild zu diesem Denkmal hochladen |
| Wegekreuz                     | östlich des Ortes                        | 1898    | Wegekreuz, bezeichnet 1898                                                                  | Direkt Bild zu diesem Denkmal hochladen |
| Bildstock                     | südlich des Ortes                        |         | Bildstockfragment                                                                           | Direkt Bild zu diesem Denkmal hochladen |
| Wegekreuz                     | südöstlich des Ortes Lage                | 1517    | Wegekreuz, bezeichnet 1517                                                                  | BW                                      |
| Wegekreuz                     | südwestlich des Ortes an der K 25        | 1598    | Wegekreuz, Nischenmal, bezeichnet 1598                                                      | Direkt Bild zu diesem Denkmal hochladen |
| Wegekreuz                     | südwestlich des Ortes an der K 25        |         | Wegekreuz                                                                                   | Direkt Bild zu diesem Denkmal hochladen |

## Alzheim-Berresheim

### Einzeldenkmäler
| Bezeichnung                   | Lage                                          | Baujahr                  | Beschreibung | Bild                                    |
| ----------------------------- | --------------------------------------------- | ------------------------ | --- | --------------------------------------- |
| Wegekreuz                     | Im Hostert Lage                               | 1738                     | Wegekreuz, bezeichnet 1738                                                                                            | BW                                      |
| Kriegerdenkmal und Grabkreuze | Mayener Straße, auf dem Friedhof Lage         | 16. bis 20. Jahrhundert  | 35 Grabkreuze, 16. bis 18. Jahrhundert; Kriegerdenkmal, reliefierter Pfeiler; Grabmal Koehls 1884, Grabmal Frank 1884 | BW                                      |
| Dorfbrunnen                   | Mayener Straße, gegenüber Nr. 80 Lage         |                          | Dorfbrunnen, Basaltbecken                                                                                             | BW                                      |
| Bildstock                     | Mayener Straße, Ecke Im Hostert Lage          | 16. oder 17. Jahrhundert | Bildstock, Schöpflöffelform, 16. oder 17. Jahrhundert                                                                 | BW                                      |
| Bildstock                     | Monrealer Straße, Ecke Im Hostert Lage        | 1629                     | Bildstock, Nischenmal, bezeichnet 1629                                                                                | BW                                      |
| Wegekreuz                     | Monrealer Straße, Ecke Mayener Straße Lage    | 19. Jahrhundert          | Wegekreuz, wohl aus dem 19. Jahrhundert                                                                               | BW                                      |
| Wegekreuz                     | nördlich des Ortes am Weg Richtung Mayen Lage |                          | Wegekreuzfragment | BW                                      |
| Wegekreuz                     | südwestlich des Ortes an der Gemarkungsgrenze | 1817                     | Wegekreuz, Basalt, bezeichnet 1817                                                                                    | Direkt Bild zu diesem Denkmal hochladen |
| Wegekreuz                     | südwestlich des Ortes                         | 1796                     | Wegekreuz, Basalt, bezeichnet 1796                                                                                    | Direkt Bild zu diesem Denkmal hochladen |

## Betzing

### Einzeldenkmäler
| Bezeichnung        | Lage                                       | Baujahr                  | Beschreibung                                                                            | Bild                                    |
| ------------------ | ------------------------------------------ | ------------------------ | --------------------------------------------------------------------------------------- | --------------------------------------- |
| Wohnhaus           | Am Steufenhaus 11                          | 18. Jahrhundert          | Fachwerkhaus, teilweise massiv, verputzt, Krüppelwalmdach, wohl aus dem 18. Jahrhundert | Direkt Bild zu diesem Denkmal hochladen |
| Wegekreuz          | Pastor-Schlink-Straße, Ecke Talstraße Lage | 1627                     | Wegekreuz, Nischentyp, bezeichnet 1627                                                  | BW                                      |
| Kapelle St. Konrad | Zur Mühle 5 Lage                           | 19. Jahrhundert          | Saalbau, wohl aus dem 19. Jahrhundert                                                   | Fotos hochladen                         |
| Brunnen            | Zur Mühle, Ecke Talstraße Lage             | 19. Jahrhundert          | Schwengelpumpe, Gusseisen, 19. Jahrhundert                                              | BW                                      |
| Wegekreuz          | nördlich des Ortes an der L 98 Lage        | 17. oder 18. Jahrhundert | Wegekreuz, 17. oder 18. Jahrhundert                                                     | BW                                      |

## Hausen

### Einzeldenkmäler
| Bezeichnung                           | Lage                                             | Baujahr                   | Beschreibung | Bild                                    |
| ------------------------------------- | ------------------------------------------------ | ------------------------- | --- | --------------------------------------- |
| Katholische Pfarrkirche St. Silvester | Am Kirchenhügel 4 Lage                           | Ende des 12. Jahrhunderts | Katholische Pfarrkirche St. Silvester; ursprünglich zweischiffige Pfeilerbasilika, Ende des 12. Jahrhunderts, gotischer Chor, Seitenschiffe 1932 durch Willy Weyres, Köln, angefügt, im Westen Anbau mit barockem Dachreiter mit Welscher Haube, 1688 | weitere Bilder Fotos hochladen          |
| Kreuze und Kriegerdenkmal             | Am Kirchenhügel, bei Nr. 4 Lage                  | 17. bis 20. Jahrhundert   | Wegekreuz, bezeichnet 1699; Grabkreuz und Grabmal, 1620; Kriegerdenkmal, große Anlage; Kruzifix, 18. Jahrhundert; Muttergottes, 19. Jahrhundert | Fotos hochladen                         |
| Wegekapelle                           | Bahnhofstraße, bei Nr. 76 Lage                   |                           | Wegekapelle, neugotisch | Fotos hochladen                         |
| Brunnen                               | Brunnenstraße                                    |                           | Pumpe, Pumpensteg, neugotische Motive | Direkt Bild zu diesem Denkmal hochladen |
| Wegekreuz                             | Brunnenstraße                                    | 1655                      | Wegekreuz, Nischentyp, bezeichnet 1655 | Direkt Bild zu diesem Denkmal hochladen |
| Schulhaus                             | Brunnenstraße 3/5/7 Lage                         | um 1900                   | ehemalige Schule; Basaltbruchsteinbau, um 1900 | BW                                      |
| Kapelle                               | Brunnenstraße, Ecke Im Wingert Lage              |                           | Kapelle, barocker Saalbau, barockes Türblatt, Kreuzigungsrelief | Fotos hochladen                         |
| Hofanlage                             | Dorfstraße 27 Lage                               | 17. Jahrhundert           | Hofanlage; Massivbau mit Schildgiebel, 17. Jahrhundert, Kellereingang bezeichnet 1507, Anbau im 19. Jahrhundert; Kapelle; bauliche Gesamtanlage | BW                                      |
| Bildstock                             | Dorfstraße, Ecke Trimbser Weg Lage               | 1585                      | Bildstock, bezeichnet 1585 | Fotos hochladen                         |
| Wohnhaus                              | Hausener Landstraße 16 Lage                      | 18. Jahrhundert           | Einhaus; Krüppelwalmdachbau, wohl aus dem 18. Jahrhundert | BW                                      |
| Wegekreuz                             | Hausener Landstraße, Ecke Dorfstraße Lage        | 1662                      | Wegekreuz, bezeichnet 1662; kleines Vesperbild, Schöner Stil, um 1400 (Kopie) | BW                                      |
| Wegekreuz                             | außerhalb des Ortes                              | 1840                      | Wegekreuz, Basalt, bezeichnet 1840 | Direkt Bild zu diesem Denkmal hochladen |
| Wegekreuz                             | außerhalb des Ortes                              | 1625                      | Wegekreuzfragment, angeblich von 1625 | Direkt Bild zu diesem Denkmal hochladen |
| Wegekreuz                             | östlich des Ortes an der L 98 Lage               | 1614                      | Wegekreuz, Nischentyp, bezeichnet 1614 | BW                                      |
| Eisenbahnviadukt                      | südlich des Ortes das Nettetal überspannend Lage | vor 1904                  | Eisenbahnviadukt; sechsbogiger Basaltlava-Hausteinbau, vor 1904 (siehe auch Polch) | BW                                      |
| Zährensmühle                          | südlich des Ortes Lage                           | 19. Jahrhundert           | Putzbau, 19. Jahrhundert | BW                                      |

## Kürrenberg

### Einzeldenkmäler
| Bezeichnung                     | Lage                                        | Baujahr                 | Beschreibung | Bild                                    |
| ------------------------------- | ------------------------------------------- | ----------------------- | --- | --------------------------------------- |
| Wegekreuz und Nische            | Hauptstraße Lage                            | 1677                    | Nische mit Feston, 1777; Wegekreuz in der Wand, bezeichnet 1677                                                                | Fotos hochladen                         |
| Kriegerdenkmal                  | Hauptstraße, Ecke Hochscheidstraße Lage     | um 1920                 | Kriegerdenkmal, reliefierter Krieger                                                                                           | Fotos hochladen                         |
| Wegekreuz                       | Hauptstraße, Ecke Hochscheidstraße Lage     | 1805                    | Wegekreuz, bezeichnet 1805 | Fotos hochladen                         |
| Kreuz                           | Hauptstraße, Ecke In den Steingärten Lage   | 1729                    | Kreuz, bezeichnet 1729 | BW                                      |
| Katholische Kirche St. Bernhard | Kirchstraße Lage                            | 1900/01                 | neuromanischer Saalbau, 1900/01, Bauinspektor Bruyn, Andernach, und Kreisbaumeister de Witte, Mayen; Gesamtanlage mit Friedhof | weitere Bilder Fotos hochladen          |
| Grabkreuze                      | Kirchstraße, auf dem Friedhof Lage          | 19. und 20. Jahrhundert | vier Grabkreuze, 19. und 20. Jahrhundert                                                                                       | Fotos hochladen                         |
| Wegekreuze                      | nordwestlich des Ortes am Weg nach St. Jost |                         | Wegekreuze | Direkt Bild zu diesem Denkmal hochladen |

## Nitztal

### Einzeldenkmäler
| Bezeichnung           | Lage                    | Baujahr | Beschreibung                                 | Bild |
| --------------------- | ----------------------- | ------- | -------------------------------------------- | ---- |
| Brunnen und Wegekreuz | Kirchwalder Straße Lage | 1709    | Brunnen, darunter Wegekreuz, bezeichnet 1709 | BW   |